# Filósofo en meditación
Filósofo en meditación, conocido también como Estudioso en meditación, es un cuadro del pintor holandés Rembrandt realizado en 1632 y conservado en el Museo del Louvre, en París, Francia.

## Contexto histórico
Rembrandt es uno de los pintores más importantes de Holanda y del siglo XVII, y aunque no haya dejado un legado teórico sobre el arte, Gombrich afirma que se conoce mejor a Rembrandt que a los grandes maestros, porque a través de sus retratos transmite todas las emociones y sentimientos del espectro del alma humana. Los retratos de Rembrandt son el espejo de su alma.
A principios del siglo XVII, Holanda aún no se independizaba de España y se señala que la escuela a la que pertenecía su producción artística de ese entonces era la Escuela Flamenca. A partir del triunfo la Reforma protestante y el aumento de la persecución religiosa por parte de España, los neerlandeses buscaron su independencia, lo que provocó un cambio en sus prácticas artísticas, dando como origen la Escuela Holandesa caracterizada por no trabajar con temas religiosos y por concebir dos nuevos géneros en el arte pictórico: el paisaje y las naturalezas muertas. En este contexto se encuentra Rembrandt y sus obras, que siguen tratando con temas religiosos y filosóficos.

## Descripción
El cuadro representa a dos personas en una gran habitación: en el centro aparece una escalera de caracol, revelando la existencia de un piso superior. Las puertas y ventanas parecen dar la impresión de monumentalidad. A la izquierda, a plena luz, se destaca la figura del anciano filósofo, sentado en una mesa, con la cabeza baja y con las manos entrelazadas. Una segunda figura, la de una mujer igualmente de edad avanzada, tal vez la esposa del estudioso, se encuentra en la esquina inferior derecha de la pintura, iluminada solo por la llama que está avivando.
La composición helicoidal, ayudada por el claroscuro de la luz, convierte la escena en una burbuja de ámbar intemporal, expresiva de una gran y melancólica intimidad.